# ヴィディン
ヴィディン（Vidin (ブルガリア語: Видин, 発音 [ˈvidin])）は、ブルガリア北西部の町、およびそれを中心とした基礎自治体。ヴィディン州に属し、その州都である。セルビアおよびルーマニアとの国境に程近い。

## 地理と人口
ヴィディンはブルガリアの北西端に位置するブルガリアのドナウ川の重要な港であり、ドナウ川の南端に位置している。フェリーボート連絡線によって対岸のルーマニアの都市カラファトと結ばれている。両都市はおよそ2キロメートル離れている。
ヴィディンは人口規模ではブルガリアで19番目の町であるが、第二次世界大戦の間には深刻な人口問題を経験している。
ヴィディンとその北にはヴラフ人も住んでいる。古いルーマニア語での町の呼称はディイウ（Diiu）であった。

## 歴史
ヴィディン近郊にはドゥノニア（Dunonia）と呼ばれる古いケルト人の集落があり、ここには後に古代ローマ人の要塞化都市ボノニア（Bononia）が建造された。町はやがて、ブルガリア北西部とセルビア東部に位置し46年まで続いた上モエシアの重要な拠点となった。
スラヴ人がこの地域に居住しはじめた頃、彼らはこの地をビディン（Badin）あるいはブディン（Bdin）と読んだ。現在の町の名前もこれに由来している。

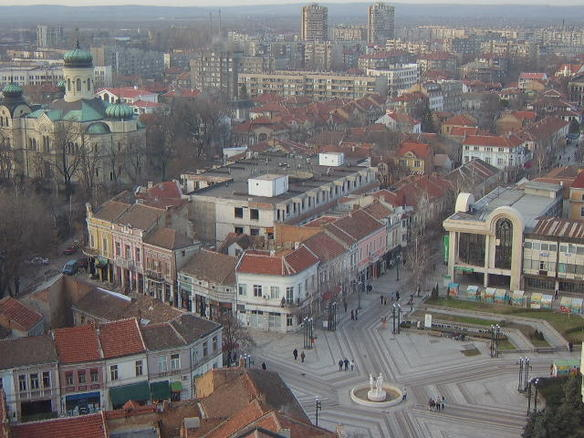
ヴィディン中心部

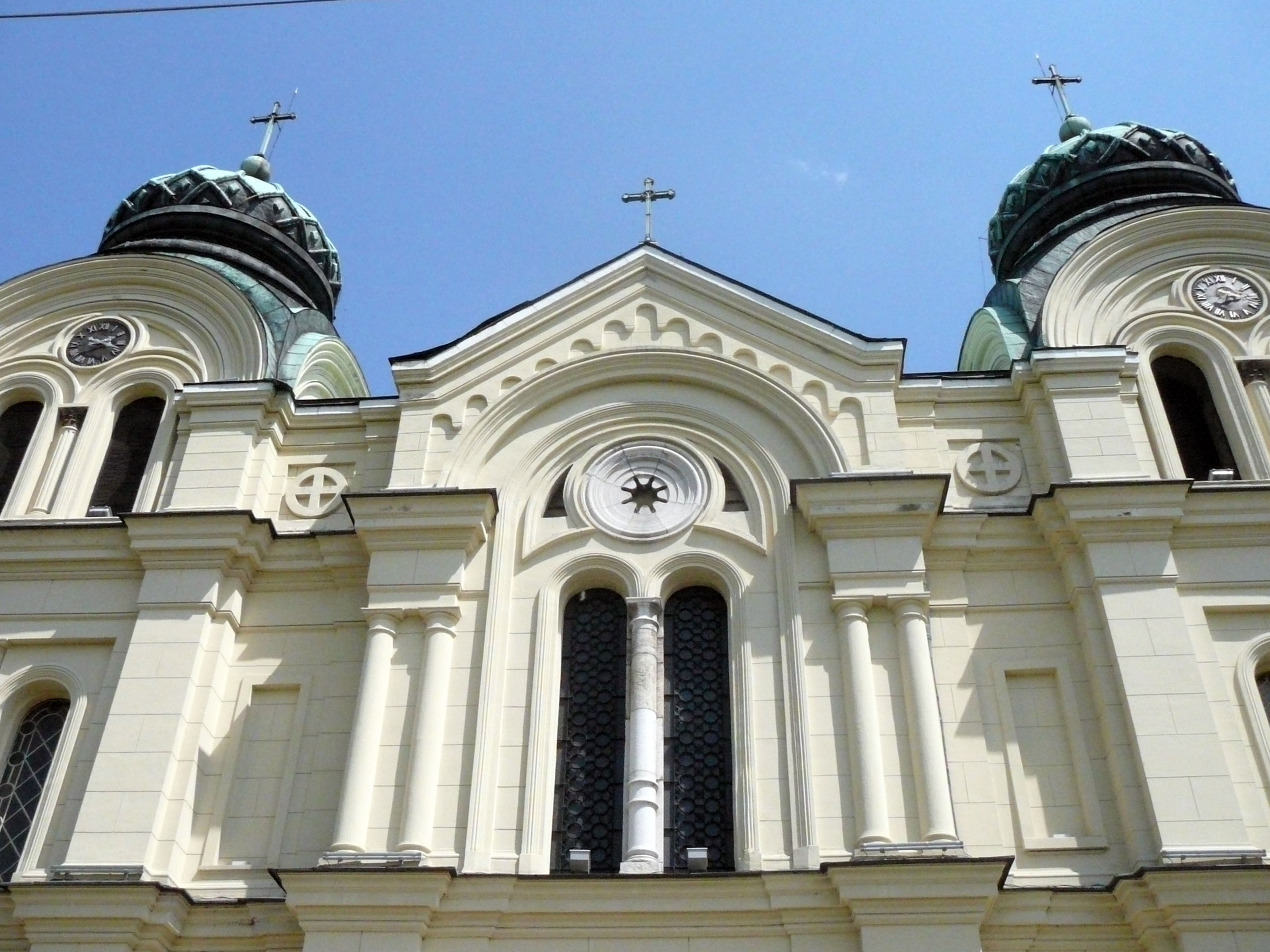
聖デメトリウス聖堂

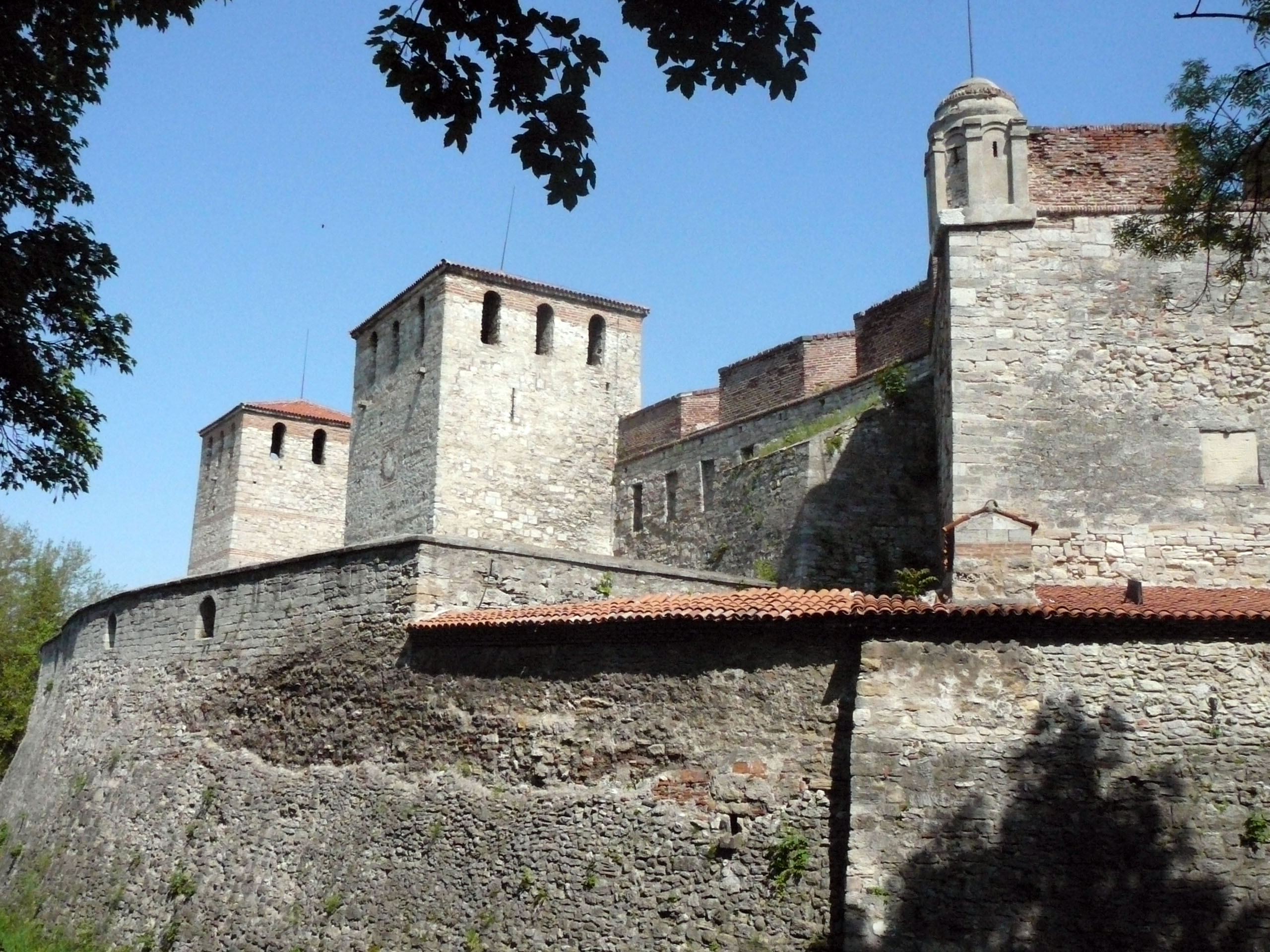
ババ・ヴィダ要塞

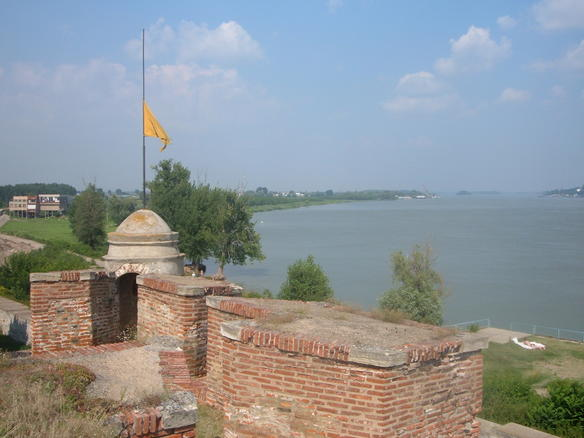
ヴィディンからみたドナウ川

ヴィディンの主要な遺産であるババ・ヴィダ要塞は、10世紀から14世紀にかけて作られた。中世において、ヴィディンはブルガリアの重要な都市であり、主教座が置かれ、地域の中心地であった。971年から976年にかけて、町は第一次ブルガリア帝国の皇帝サムイルの所領の中心地であった（サムイルの兄弟が南部を統治していた）。1003年には、地元の司教の反抗のため、ヴィディンは8箇月に及ぶ包囲の後にビザンティン帝国のバシレイオス2世に征服された。ヴィディンは第二次ブルガリア帝国の勃興期には再び重要な町となり、町を統治する者（デスポト、Деспот / Despot）は帝国の重要人物となり、幾らかの皇帝を輩出した。13世紀中ごろ、町はシシュマン家（Шишмановци / Shishmanovtsi）に統治された。
1356年、ブルガリア皇帝のイヴァン・アレクサンダルはヴィディンをブルガリア本国から切り離し、息子イヴァン・スラツィミル（Иван Срацимир / Ivan Sratsimir）を都市国家ヴィディン王国（Видинско царство / Vidinsko tsarstvo、en）の君主とした。1365年、ヴィディン王国はマジャル人の十字軍に占領された。ハンガリー王国の統治下で、町はボドニ（Bodony）と呼ばれたものの、ハンガリーによる占領統治は長続きしなかった。1369年、ブルガリア帝国の軍はハンガリー軍を駆逐したが、1393年にはヴィディンはその他の地域を含む全てのブルガリアはオスマン帝国に制圧された。これによって中世ブルガリア帝国は終焉を迎える。ヴィディンはこの時、地元のブルガリア人によって統治され、征服者のオスマン帝国のトルコ人の統治を受けなかった。
オスマン帝国はドブルジャ、プリレプ、ヴェルバジト（キュステンディル）へも支配を拡大し、ヴィディンの自治独立は長続きしなかった。1396年のニコポリスの戦いでは、イヴァン・スラツィミルが兵力を集めてスラヴ人を助け、オスマン帝国を押し戻すよう命じた。しかしながらニコポリスでオスマン軍に敗北すると、ヴィディンは完全にバヤズィト1世に率いられたオスマン帝国の手に落ちた。
オスマン帝国統治時代の晩年、ヴィディンはオスマン帝国に反抗したトルコ人のオスマン・パズヴァントウル（Osman Pazvantoğlu）が打ち立てた国家の中心となった。
1850年、ヨーロッパにおける「1848年革命」の影響もあり、地主層による抑圧に不満を抱えていた農民の大規模な反乱が起こった。
1885年のセルビア＝ブルガリア戦争の間、ヴィディンはセルビアの軍に支配された。セルビア軍は多数であったが、ブルガリア軍はこれを打ち破った。

## みどころ
ヴィディンには2つの保存状態の良い中世の要塞パパ・ヴィダとカレト（Kaleto）があり、このほかに多くの古い正教会の聖堂がある。聖パンテレイモン聖堂、ペトカ聖堂（共に17世紀）、Greatmartyr Demetrius 聖堂（19世紀）、ユダヤ教のシナゴーグ（1894年）、モスク、18世紀後半のトルコ人の統治者オスマン・パズヴァントウルの書庫、1798年の十字型の兵舎、このほかに多くの修復された古い建物が並ぶ。

## ヴィディン放送局
ヴィディン郊外には1973年より強い中波の放送局があり、その電波は容易にヨーロッパ全域に届く。放送は576 キロヘルツ、および1224 キロヘルツで行われ、出力は500キロワットである。576 キロヘルツの送波のために259 メートルの支線付き塔があり、下部にかご形アンテナを有する。1224 キロヘルツの送波のために、4本の支線つきの塔があり、地面から絶縁され、それぞれにかご型アンテナを有する。

## 気候
| ヴィディンの気候        | ヴィディンの気候 | ヴィディンの気候 | ヴィディンの気候 | ヴィディンの気候 | ヴィディンの気候 | ヴィディンの気候 | ヴィディンの気候 | ヴィディンの気候 | ヴィディンの気候 | ヴィディンの気候 | ヴィディンの気候 | ヴィディンの気候 | ヴィディンの気候 |
| 月                      | 1月              | 2月              | 3月              | 4月              | 5月              | 6月              | 7月              | 8月              | 9月              | 10月             | 11月             | 12月             | 年               |
| ----------------------- | ---------------- | ---------------- | ---------------- | ---------------- | ---------------- | ---------------- | ---------------- | ---------------- | ---------------- | ---------------- | ---------------- | ---------------- | ---------------- |
| 最高気温記録 °C （°F）  | 21.7 (71.1)      | 24.4 (75.9)      | 28.0 (82.4)      | 32.4 (90.3)      | 35.4 (95.7)      | 41.2 (106.2)     | 43.6 (110.5)     | 40.2 (104.4)     | 36.4 (97.5)      | 31.2 (88.2)      | 26.4 (79.5)      | 21.4 (70.5)      | 43.6 (110.5)     |
| 平均最高気温 °C （°F）  | 4.4 (39.9)       | 7.2 (45)         | 13.3 (55.9)      | 19.2 (66.6)      | 24.4 (75.9)      | 28.6 (83.5)      | 30.9 (87.6)      | 31.0 (87.8)      | 25.2 (77.4)      | 18.2 (64.8)      | 10.4 (50.7)      | 5.0 (41)         | 18.15 (64.68)    |
| 日平均気温 °C （°F）    | −0.2 (31.6)      | 1.7 (35.1)       | 6.6 (43.9)       | 12.4 (54.3)      | 17.7 (63.9)      | 21.8 (71.2)      | 23.7 (74.7)      | 23.0 (73.4)      | 17.4 (63.3)      | 11.4 (52.5)      | 5.7 (42.3)       | 0.8 (33.4)       | 11.83 (53.3)     |
| 平均最低気温 °C （°F）  | −3.9 (25)        | −2.6 (27.3)      | 1.3 (34.3)       | 5.8 (42.4)       | 11.1 (52)        | 14.8 (58.6)      | 16.4 (61.5)      | 15.9 (60.6)      | 11.5 (52.7)      | 6.5 (43.7)       | 2.0 (35.6)       | −2.7 (27.1)      | 6.34 (43.4)      |
| 最低気温記録 °C （°F）  | −24.0 (−11.2)    | −28.6 (−19.5)    | −13.6 (7.5)      | −5.0 (23)        | −0.4 (31.3)      | 2.8 (37)         | 9.2 (48.6)       | 7.0 (44.6)       | −1.2 (29.8)      | −6.6 (20.1)      | −16.4 (2.5)      | −21.4 (−6.5)     | −28.6 (−19.5)    |
| 降水量 mm （inch）      | 41 (1.61)        | 40 (1.57)        | 43 (1.69)        | 44 (1.73)        | 56 (2.2)         | 51 (2.01)        | 55 (2.17)        | 44 (1.73)        | 44 (1.73)        | 51 (2.01)        | 46 (1.81)        | 50 (1.97)        | 565 (22.23)      |
| 平均降水日数 （≥1.0mm） | 6                | 6                | 6                | 7                | 8                | 6                | 6                | 4                | 6                | 7                | 7                | 7                | 76               |
| 平均月間日照時間        | 82               | 112              | 168              | 209              | 256              | 292              | 325              | 306              | 218              | 153              | 79               | 69               | 2,269            |
| 出典：NOAA NCEI         |                  |                  |                  |                  |                  |                  |                  |                  |                  |                  |                  |                  |                  |

## 町村
ヴィディン基礎自治体（Община Видин）には、その中心であるヴィディンをはじめ、以下の町村（集落）が存在している。
- Акациево
- Антимово
- Бела Рада
- Ботево
- Буковец
- Видин
- Войница
- Въртоп
- Гайтанци
- Генерал Мариново
- Гомотарци
- Градец
- Динковица
- Долни Бошняк
- Дружба
- Дунавци
- Жеглица

- Ивановци
- Иново
- Каленик
- Капитановци
- Кошава
- Кутово
- Майор Узуново
- Новоселци
- Пешаково
- Плакудер
- Покрайна
- Рупци
- Синаговци
- Слана бара
- Сланотрън
- Търняне
- Цар Симеоново

## 姉妹都市
- en:Demre、トルコ
- ザイェチャル、セルビア
- en:Calafat、ルーマニア
- リウネ、ウクライナ
- en:West Carrollton, Ohio、アメリカ合衆国
- ホードメゼーヴァーシャールヘイ、ハンガリー

## スポーツ

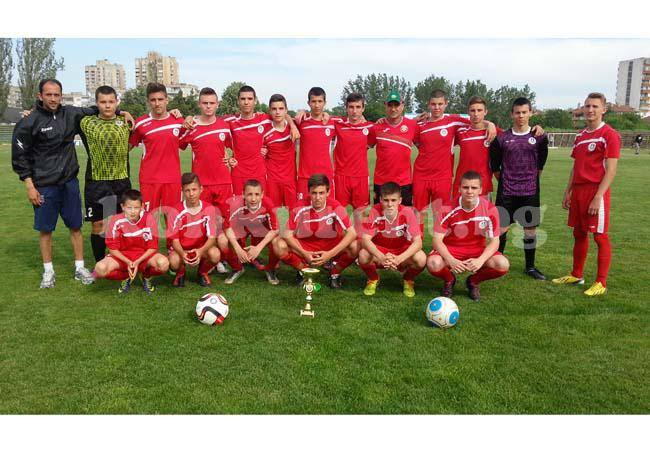
FCブディン

- FCブディン - サッカークラブ